# Derk Stokmans
Derk R. Stokmans is een Nederlandse natuurkundige en onderzoeksjournalist.
Na zijn studie Natuurwetenschappen (1991-1997) in Utrecht studeerde Stokmans Journalistiek aan de Erasmus Universiteit in Rotterdam. 
Sinds 2007 is Derk Stokmans politiek redacteur voor NRC Handelsblad.
Als politiek redacteur volgde hij vanaf zijn eerste dagen op het Binnenhof Diederik Samsom. Tezamen met de vele gesprekken met Samson en diens vertrouwelingen leidde dit in 2013 tot de uitgave van het boek De opkomst van Diederik Samsom – Straatcoach en strateeg. Het beschrijft de opkomst van Diederik Samsoms politieke carrière tot het partijleiderschap van de PvdA.

## Erkenning
Samen met NRC-collega Mark Lievisse Adriaanse won hij in 2020 de journalistieke prijs De Tegel. Zij kregen deze onderscheiding voor hun artikel Hoe Nederland de controle verloor – de corona uitbraak van dag tot dag.

## Prijzen
- De Tegel (2020)
- De Loep (2020)